# Municipio de Temoac
El municipio de Temoac se ubica al oriente del estado mexicano de Morelos, geográficamente entre los paralelos 18°46′20″ de latitud norte y 98°46′39″ de longitud oeste del meridiano de Greenwich, a una altura media de 1580 metros sobre el nivel del mar y se ubica dentro del eje neovolcánico (lagos y volcanes de Anáhuac) y la Sierra Madre del Sur (sierra y valles guerrerenses).

## Geografía
El municipio cuenta con una extensión de 45.8608 km² cifra que representa el 0.92 % del total de Estado.
Limita al noreste con el municipio de Zacualpan, al noroeste con el municipio de Yecapixtla, al oeste con el municipio de Ayala y al sur y sureste con el municipio de Jantetelco; al noroeste sus límites corresponden al municipio de Cohuecan del estado de Puebla.
El municipio está conformado por cuatro comunidades Temoac, Popotlán, Amilcingo y Huazulco. El pasado 3 de diciembre de 2015 el H. Congreso del Estado de Morelos emitió el decreto por el que se actualiza el catálogo de pueblos y comunidades indígenas para el Estado de Morelos, mismo que incluye como comunidades indígenas, entre otras, a las cuatro comunidades que comprenden el municipio de Temoac: Temoac, Popotlán Amilcingo y Huazulco.

### Clima
El tipo de clima que se presenta en Temoac es: cálido sub húmedo con lluvias abarcando el 100% de la superficie total municipal, la temperatura media anual oscila entre los 21. 5 °C, la minina baja de 14. 3 °C, con una participación pluvial anual de 856.7 milímetros.

### Hidrología
El río Amatzinac, es la corriente más importante que cruza el municipio y tiene su origen en los deshielos del Popocatépetl, debido a que es el único cuerpo de agua que surte al municipio. Dicho elemento es insuficiente para el riego agrícola, por lo que en el municipio se han construido pequeñas presas para almacenar las aguas broncas.
Cabe mencionar que el río Amatzinac es poco caudaloso y que crece solo en tiempos de lluvia; estas crecidas no representan un peligro a la población del municipio.

### Clasificación de Suelo
Los suelos que se pueden encontrar en el municipio a simple vista podemos observar que no son excelentes para la producción agrícola ya que tienen poca profundidad al grado que en ciertos lugares donde la erosión ha afectado más se encuentra la capa dura conocida como tepetate. Son muy pedregosos, pues en los últimos años han tenido que efectuar labores de despiedre para permitir el ingreso de la maquinaria agrícola (tractores y segadoras).
Su clasificación se encuentra de la siguiente manera:
Lomerío suave de aluvión antiguo: asociación de Feozem calcario, Rendzina y litosol, Vertisol pelico y chernozem hapalico.
Que presentan las características en su horizonte A): Profundidad 0-28 cm color gris muy oscuro en húmedo, reacción moderada al HCL diluido, textura migajón arcillo-arenoso, tamaño fino, drenaje interno drenado (molico)
Horizonte A1) Textura arcillosa, estructura de forma migajosa y masiva, tamaño fino y desarrollo moderado. Drenaje interno moderadamente drenado, denominación horizonte cambico1.

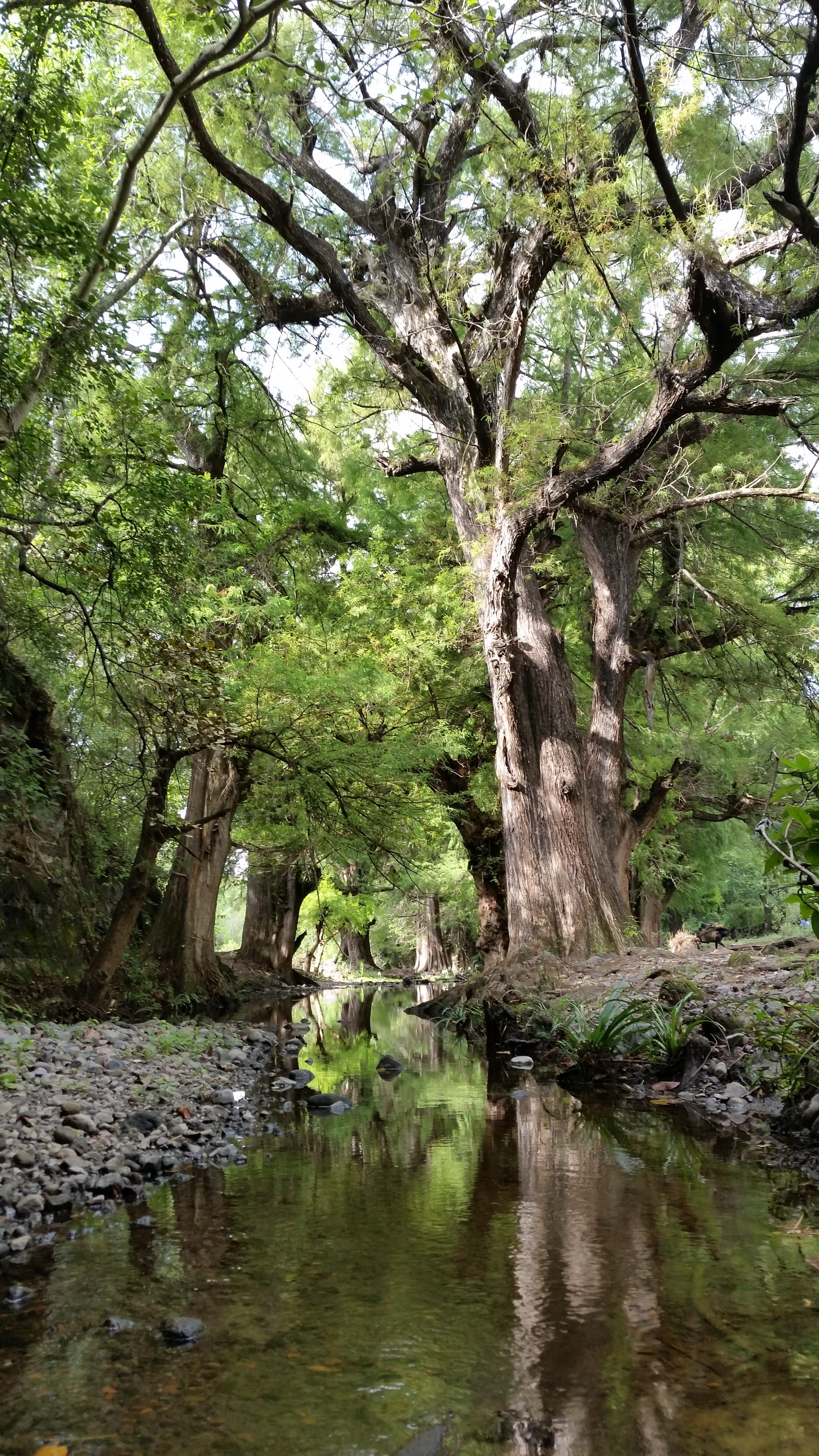
Barranca "los ahuehuetes", Amilcingo, Temoac.

Uso actual del suelo
Urbano 17 % 
Agrícola 60 % 
Pecuario 12 % 
Pastizales 1% 

### Flora y fauna
La flora nativa: está constituida principalmente por: selva baja caducifolia de clima cálido; cazahuate, guajes, guamúchil, nogal, amate, mezquite, fresno, así como vegetación inducida como jacaranda, ceiba, bugambilia, laurel, ficus, eucalipto, casuarina, entre las principales.
La fauna la constituye: mapache, tejón, zorrillo, armadillo, liebre, conejo común, coyote, gato montés, comadreja, cacomixtle, urraca copetona, zopilote, aura, cuervo, lechuza, y de ornato.

## Historia
El significado etimológico de Temoac proviene del náhuatl, Temo: bajar, Ac: Agua, contracción como “En agua baja” del río, adverbio de lugar: que se traduce. En la época prehispánica la región donde hoy se ubica el Municipio de Temoac, era tributaria de los Acolhuas de Texcoco, posteriormente a la Triple Alianza integrada por los Mexicas, Acolhuas y Tepanecas. Posteriormente en la época colonial se instalaron en esta región varias haciendas azucareras, El Trapiche de Chicomocelo, establecido alrededor del año 1600 en el poblado de Tlacotepec, fue parte de las adquisiciones que hizo la Compañía de Jesús, religiosos que en tan solo 69 años llegaron a poseer 82 haciendas, y a pesar de los beneficios que generaba la explotación de la caña, los trapiches fueron demolidos por el Colegio Máximo de San Pedro y Pablo en 1732 y transformado en Hacienda de producción de trigo.
Para el año de 1778 se integran las tierras de Chicomocelo y Cuauhtepec a las de la Hacienda de Santa Clara de Montefalco que junto con Santa Ana Tenango y San Ignacio forman posteriormente el emporio azucarero del Oriente de Morelos. Que terminó en la Revolución Mexicana con el reparto de tierras.
Hasta antes de ser declarado Municipio, Temoac y sus poblaciones pertenecían al Municipio de Zacualpan de Amilpas, por lo que comparten una historia y cultura común.
La construcción de la iglesia de San Martín Obispo, Santo patrón de Temoac, fue iniciada por la orden católica de los Jesuitas en el año de 1545 y es concluida por los Dominicos en el año de 1581, siendo esta la más antigua de la comunidad.
En el siglo XX, durante las elecciones locales de 1976, se genera inconformidad de las diferentes comunidades hacia la cabecera municipal “Zacualpan de Amilpas” que consideraban, se imponía sobre los otros pueblos, sin concederles beneficio alguno, razón por la cual se inicia la organización de habitantes de las comunidades Amilcingo, Huazulco, Popotlán y Temoac, para separarse y formar un Nuevo Municipio.
Después de un largo proceso político, y de la lucha de los ciudadanos, se logra el reconocimiento oficial, el 17 de marzo de 1977, mediante decreto número 40 de la XL Legislatura del Estado de Morelos.
A partir de entonces, como parte de los usos y costumbres, se elige a los integrantes del cabildo y al tesorero de manera rotativa cada 3 años de cada una de las localidades que conforman el Municipio.

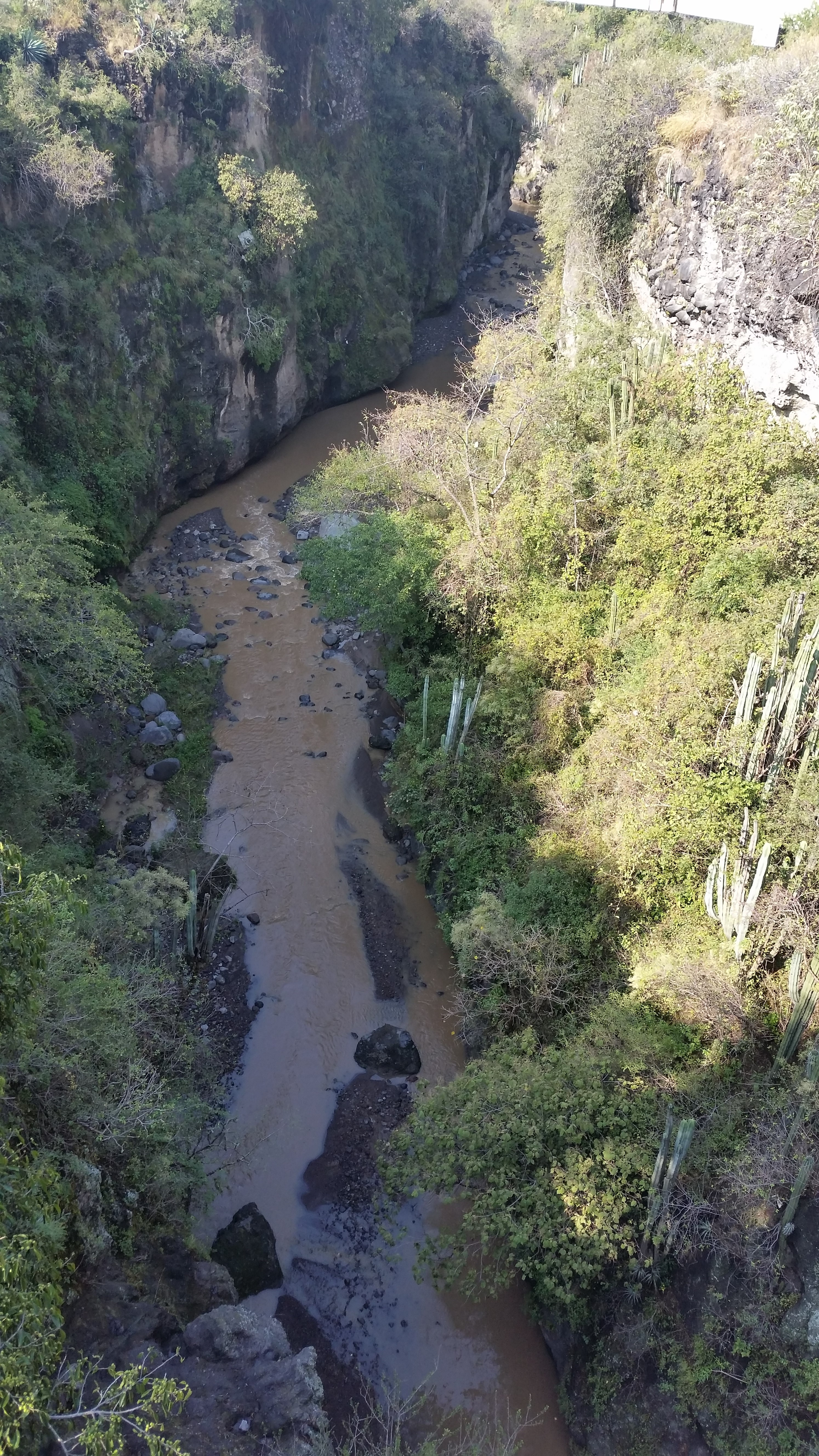
Barranca que delimita al municipio de Temoac por el poniente

## Demografía
De acuerdo a los resultados del Censo de Población y Vivienda de 2010 realizado por el Instituto Nacional de Estadística y Geografía, la población total del municipio de Temoac asciende a 14 401 personas.

### Localidades
En el censo de 2020 el municipio de Temoac contaba con 16 localidades.
| Código INEGI    | Localidad            | Población (2020) |
| --------------- | -------------------- | ---------------- |
| 170330001       | Temoac               | 6 447            |
| 170330003       | Huazulco             | 4 439            |
| 170330002       | Amilcingo            | 3 961            |
| 170330004       | Popotlán             | 959              |
| 170330010       | La Normal            | 373              |
| 170330006       | Campo el Limón       | 108              |
| 170330019       | Campo las Arenas     | 61               |
| 170330015       | El Puente Nuevo      | 58               |
| 170330016       | Rancho los Caporales | 50               |
| 170330007       | La Joya              | 26               |
| 170330020       | Campo Santa Lucía    | 25               |
| 170330017       | Barrio San Martín    | 24               |
| 170330008       | Los Cuatecomates     | 20               |
| 170330022       | Barrio San Martín    | 14               |
| 170330014       | El Tecorralito       | 5                |
| 170330021       | Villarruel           | 4                |
| Total municipal | Total municipal      | 16 574           |

## Estructura Económica

### Sector Primario
Sus principales actividades económicas son las agropecuarias y el comercio en bajo nivel, de los 14,641 pobladores que habitaban Temoac en el año 2010, 5,458 representaban la población económicamente activa, de las cuales 3,749 son hombres y 1,709 mujeres, representando el 68.7 % y 31.3 % respectivamente; la distancia aproximada a la capital del Estado es de 73 km .

#### Estructura Agraria
Según datos del INEGI, el municipio cuenta con 4,852.920 ha, representando el 0.92 % con respecto al total del Estado, ocupando así el 24.º lugar de los treinta y tres municipios por su extensión de tierras ejidales.
La distribución es entre cuatro comunidades agrarias, esta son: Temoac, Amilcingo, Popotlán y Huazulco. Del total de la superficie con la que cuenta, 4,285.722 hectáreas son de áreas parceladas, 400.356 hectáreas son de uso común y 166.842 hectáreas en el que se ubican los asentamientos humanos; que representan el 88.31 %, 8.25 %, y 3.44 % respectivamente. De la superficie parcelada, el 88.2 % es para uso agrícola, 5.1 % para uso ganadero, 6.0 % para uso agropecuario, y el 0.7 para otros usos. De estas 368.57 hectáreas son de riego, 3,917.15 hectáreas de temporal que corresponden al 8.6 % y 91.4 % respectivamente, esto nos indica que la actividad agrícola es mayoritariamente de temporal.
Cabe mencionar que las 368.57 hectáreas que reporta el INEGI son con datos obtenidos hasta el año 2006, en realidad el cultivo de riego ha disminuido considerablemente, pues en la actualidad el cultivo de riego es casi nulo. 

#### Actividad Pecuaria
La actividad pecuaria en el municipio de Temoac, de acuerdo a la información del censo agrícola del año 2010, realizado por la SAGARPA se tenían registrado un total de 2172 cabezas de ganado bovino, 1906 cabezas de porcino, 894 cabezas de ganado ovino, 229 cabezas de ganado caprino, 135 cabezas de ganado equino, 6317 aves de corral, y 700 colmenas.

#### Agricultura
La actividad agrícola del municipio de Temoac, comprende cultivos anuales de temporal del ciclo primavera‐verano. Los principales cultivos son: sorgo, maíz, cacahuate y amaranto; sin embargo, vale la pena señalar que en los últimos años el cultivos de sorgo ha aumentado de 1351 ha en 1995 a 2085 ha en 2005, el último registro del INEGI nos indica que en el año 2010 se cultivaron 2800 ha; el cultivo de maíz ha sido cambiante mientras que en el año 2000 se sembraron alrededor de 1000 ha, para el año 2010 solo se sembraron 900 hectáreas.; el mismo caso es para el cacahuate de 490 a 250 ha de 2000 a 2003. En el cultivo del amaranto de 462 ha en 2000 disminuyó la superficie sembrada hasta 182 ha durante 2003, aunque de 2006 a la fecha, por el auge comercial de este producto a nivel nacional, aumentó considerablemente.

##### Amaranto

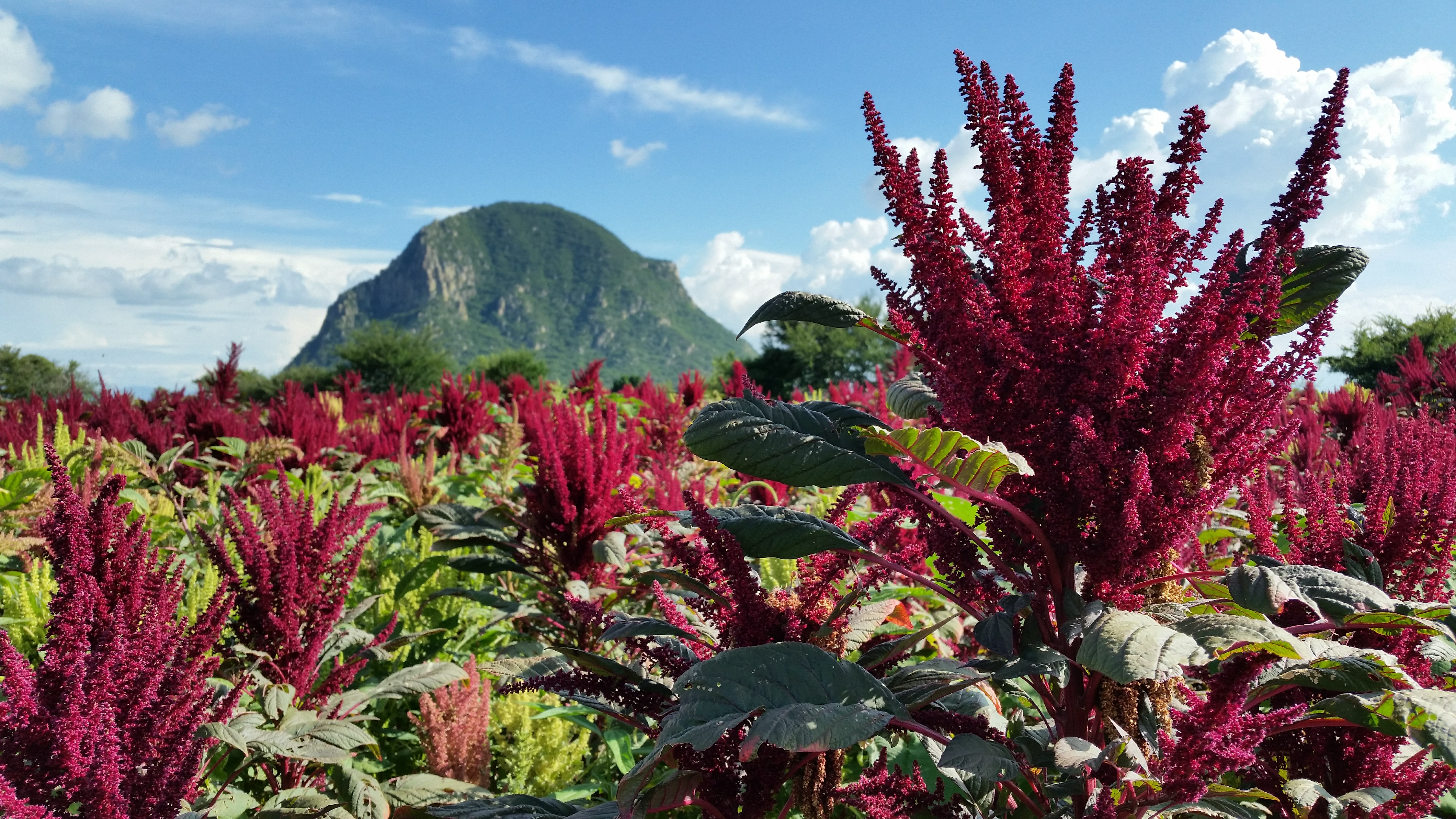
Plantío de Amaranto, Temoac.

El amaranto es conocido comúnmente como “alegría” y sus racimos o espigas se asemejan a los del sorgo. Las semillas del amaranto pueden emplearse como cereal en el desayuno o como ingredientes en diversos productos de repostería; son precisamente las semillas del amaranto las que han llamado la atención de muchos científicos por poseer una gran fuente de proteína vegetal.
En el municipio de Temoac, el amaranto se cultiva principalmente en las localidades de Huazulco y Amilcingo; la experiencia obtenida por los productores de estas comunidades ha permitido determinar dos períodos de siembra. La primera se realiza del 30 de mayo al 15 de junio y la intermedia del 15 al 30 de junio. Otro producto, que ha incrementado considerablemente su producción en ambos pueblos es la elaboración de obleas.

## Educación
En el Municipio hay 19 escuelas, 6 son de educación preescolar, 7 de educación primaria, 4 de educación secundaria, una de educación media superior (Centro de Bachillerato Tecnológico Agropecuario n. 39) y, una de educación superior (Normal Rural Femenina Emiliano Zapata)

## Deporte
La infraestructura deportiva en el Municipio, está integrada por 4 canchas de fútbol soccer, una por cada localidad. Sin embargo, 3 de ellas, se encuentran muy deterioradas. Hay además 3 canchas de uso múltiple en donde se practica básquetbol y fútbol de salón.

## Cultura

### Fiestas y Tradiciones

#### Temoac (cabecera municipal)
Se celebra el 5.º viernes de Cuaresma, donde se festeja al Señor de la Columna del pueblo. Hay tres jubileos al año: 1.º de enero, el jubileo del Señor de la Columna. 19 de marzo, se festeja en el barrio de San José. 7-11 de noviembre, el jubileo en San Martín. El 17 de marzo, se realiza un desfile tradicional participando todas las escuelas del Municipio para festejar el aniversario de la creación del mismo, además en este mes se acostumbra una feria tradicional y eventos cívicos culturales. El 16 de septiembre, se festeja el día de la Independencia, en el cual se representan los personajes de esa época.

#### Popotlán
El 21 de diciembre se lleva a cabo la fiesta patronal en honor al señor Santo Tomas la cual consiste en una misa, cabalgata y chinelos por las principales calles del pueblo, juegos pirotécnicos y concluye con el baile popular en la explanada de la comunidad. El 22 de julio también se celebra la fiesta en honor a Santa María Magdalena, en esta festividad también se lleva a cabo una misa en la iglesia de Santa María Magdalena, el tradicional brinco del chinelo por las principales calles del pueblo, juegos pirotécnicos y baile popular en el centro de la comunidad. En Popotlán también se celebra el 30 de septiembre el natalicio de José María Morelos, mismo que consiste en un desfile cívico que concluye con la presentación de un programa cultural presentado por las escuelas del pueblo.

#### Huazulco
Ferias Tradicionales: la primera es la que se da en el periodo de vacaciones de Semana Santa y que se lleva a cabo el Martes Santo; es la más grande que se celebra en el municipio. La segunda es la del 25 de noviembre en la cual se celebra a la virgen de Santa Catarina.

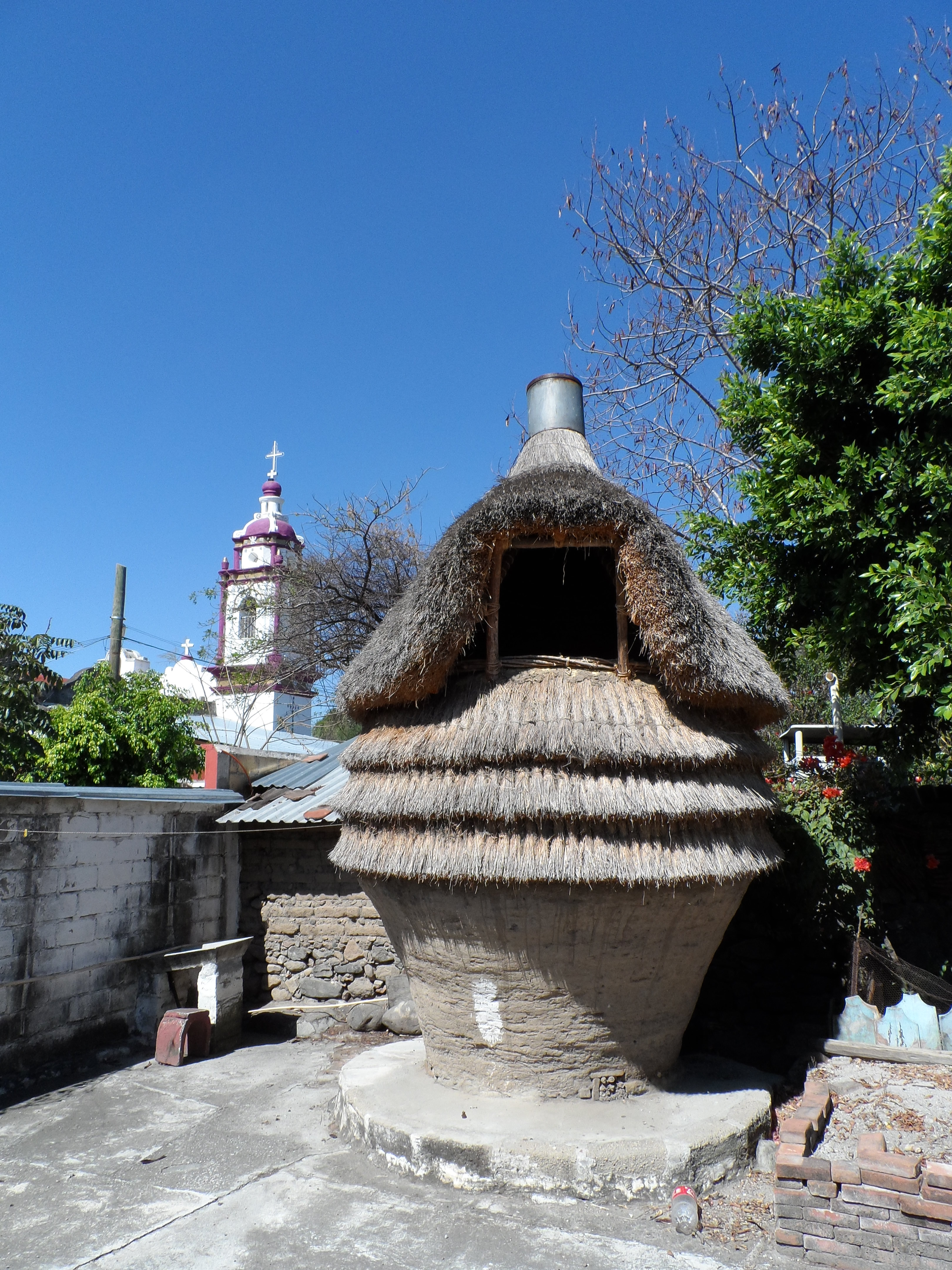
Cuexcomate, Popotlán, Temoac, Morelos

## Cuexcomates
Los cuexcomates son graneros prehispánicos hechos a base de barro y de popote zacate silvestre, en estos graneros se guarda maíz, con la ventaja de que no se necesita ningún tipo de químico para que no se pique, ahí se mantiene fresco durante varias temporadas. Los cuexcomates son típicos de los estados de Puebla, Tlaxcala y Morelos, en Morelos los encontramos particularmente en la región oriente del estado en los municipios de Jantetelco, Temoac y Ocuituco. En el municipio de Temoac su presencia es aún muy fuerte ya que en la cabecera municipal se cuenta con aproximadamente 15 ejemplares y en la comunidad de Popotlán aproximadamente 30, cabe resaltar que Popotlán significa en Nahuatl "lugar donde abunda el popote" dicho popote es el zacate con el que se elaboran los cuexcomates, de ahí la razón por la que en una comunidad tan pequeña se tenga la presencia de tantos ejemplares de estos Cuexcomates.
 (enlace roto disponible en Internet Archive; véase el historial, la primera versión y la última).